# Seleni monochloride
Selen monoclorua là một hợp chất vô cơ với công thức hóa học là Se2Cl2. Mặc dù hợp chất này được gọi dưới cái tên selen monoclorua, nhưng nó còn có thể được gọi với một cái tên khác mang tính mô tả cao hơn về hợp chất này là điselen điclorua. Đây là chất lỏng màu nâu đỏ, thủy phân chậm. Selen monoclorua tồn tại trong trạng thái cân bằng hóa học với SeCl2, SeCl4, clo và selen. Selen monoclorua chủ yếu được sử dụng làm chất thử để tổng hợp các hợp chất có chứa nguyên tố Se.

## Cấu trúc và tính chất
Selen monoclorua có liên kết Cl-Se-Se-Cl. Với cấu trúc không phẳng, nó có đối xứng phân tử C2, tương tự như hydro peroxide và sulfur monoclorua.  Chiều dài liên kết Se-Se là 2,23 Å, còn chiều dài liên kết Se-Cl là 2,20 Å. Góc nhị diện là 87°.

## Điều chế
Selen monoclorua ban đầu được sản xuất bằng việc clo hóa selen. Một phương pháp cải tiến liên quan đến phản ứng của một hỗn hợp selen, selen dioxide, và axit clohydric, được miêu tả qua phương trình phản ứng dưới đây:
3 Se + SeO2 + 4 HCl → 2 Se2Cl2 + H2O
Một lớp hợp chất selen monoclorua dày đặc lắng từ hỗn hợp phản ứng, có thể được tinh chế bằng cách hòa tan nó trong hơi của axít sunfuric và được thu lại bằng cách dùng axit clohiđric. Phương pháp thứ hai để tổng hợp, bằng cách sử dụng phản ứng của selen với oleum và axit clohiđric:
3 Se + SeO2 + 4 HCl → 2 Se2Cl2 + H2O
Hợp chất thu được sau phản ứng là selen monoclorua thô được thu thập bằng phương pháp chưng cất.
Trong các dung dịch acetonitrile, nó tồn tại trong cân bằng với SeCl2 và SeCl4. Selen diclorua phân hủy thành selen monoclorua sau vài phút ở nhiệt độ phòng:
3 SeCl2  →  Se2Cl2  +  SeCl4